# Look Through My Eyes
Look Through My Eyes — песня Фила Коллинза из мультфильма студии Disney «Братец медвежонок». Она была выпущена 13 октября 2003 года в качестве первого сингла к фильму.

## Трэк-лист
1. «Look Through My Eyes» — 4:00
2. «Look Through My Eyes» (Instrumental) — 4:00

## Чарты

### Недельные чарты
| Чарт (2003-04)                             | Высшая позиция |
| ------------------------------------------ | -------------- |
| Бельгия/Фландрия (Ultratip Bubbling Under) | 12             |
| Бельгия/Валлония (Ultratip Bubbling Under) | 4              |
| Германия (GfK)                             | 51             |
| Италия (FIMI)                              | 37             |
| Нидерланды (Dutch Top 40)                  | 14             |
| Нидерланды (Single Top 100)                | 18             |
| Швейцария (Schweizer Hitparade)            | 31             |
| Великобритания (OCC UK Singles)            | 61             |
| США (Billboard Adult Contemporary)         | 5              |

### Годовые чарты
| Чарт (2003)                | Позиция |
| -------------------------- | ------- |
| Netherlands (Dutch Top 40) | 95      |

## Кавер-версия
Кавер-версия на песню была записана группой «Everlife» для саундтрека к фильму «Мост в Терабитию» и для альбома «Disneymania 4».